# رامون فيرنانديز
رامون فيرنانديز (بالتاغالوغية: Ramon Fernandez) مواليد 3 أكتوبر 1953 في لايتي الجنوبية، الفلبين، هو مدرب كرة سلة فلبيني ولاعب سابق. بدأ مسيرته الاحترافية في سنة 1972. يدرب في الرابطة الفلبينية لكرة السلة. مثّل منتخب بلاده. حقق المركز الأول في بطولة أمم آسيا لكرة السلة 1973. اعتزل اللعب في 1994. يعتبر بشكل عام أفضل لاعب لعب في الدوري الفلبيني على الإطلاق.

## سجل المنافسة
شارك في المنافسات التالية:
- بطولة أمم آسيا لكرة السلة 1973
- دورة الألعاب الآسيوية 1990

## الميداليات
| الميدالية | المسابقة                       |
| --------- | ------------------------------ |
| ذهبية     | بطولة أمم آسيا لكرة السلة 1973 |
| فضية      | دورة الألعاب الآسيوية 1990     |

## روابط خارجية
- رامون فيرنانديز على موقع الاتحاد الدولي لكرة السلة (الإنجليزية)
- رامون فيرنانديز على موقع كرة السلة الأوروبية.كوم (الإنجليزية)